# كوكب ممزق

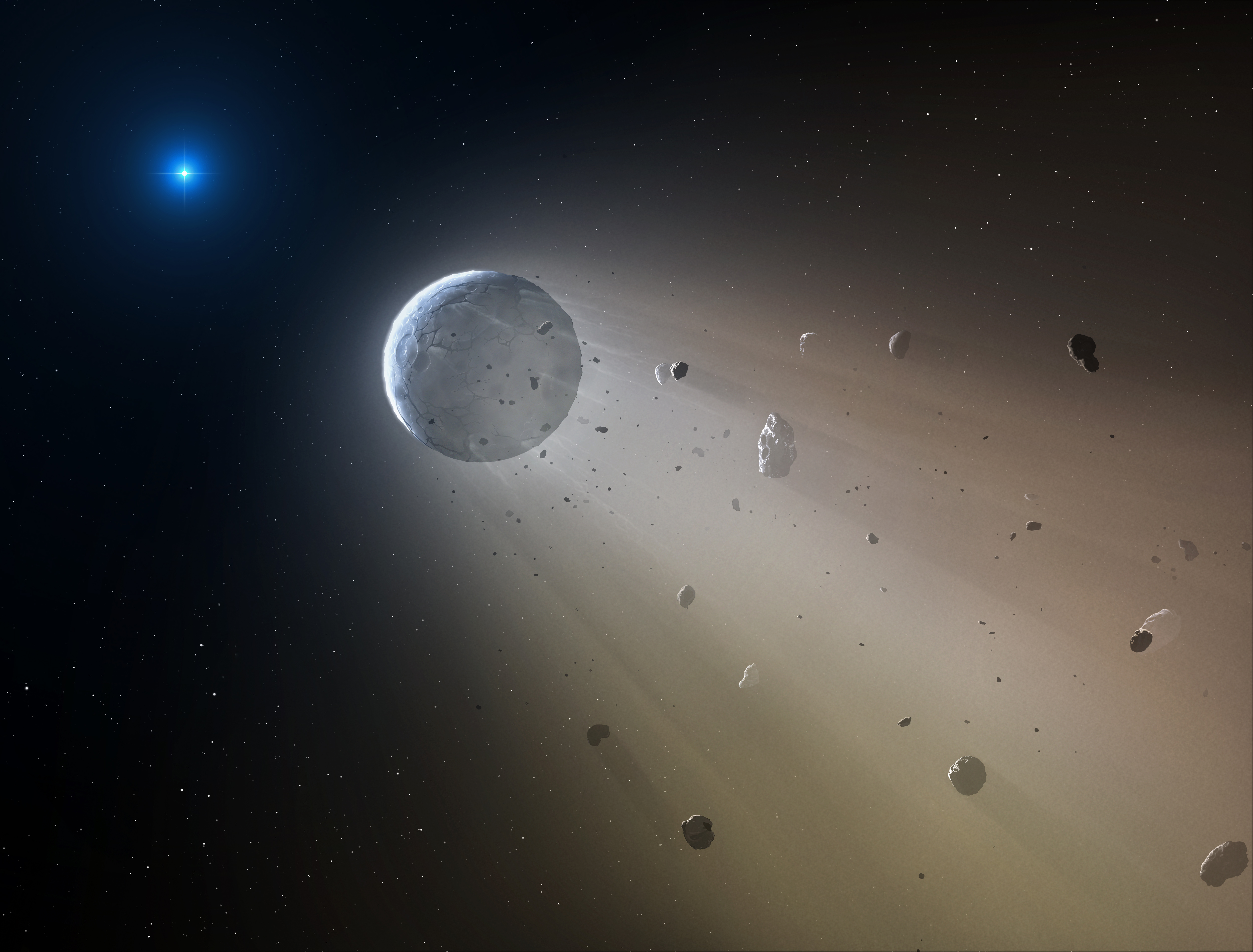
صورة فنية لجرم كوكبي صخري يتبخر بفعل نجمه الأم.

في علم الفلك، يُعد الكوكب المُمَزَّق (بالإنجليزية: Disrupted planet)‏ كوكبًا شمسيًا أو غير شمسي، أو ربما على نطاق أصغر إلى حدٍ ما، جرم كوكبي الكتلة [الإنجليزية] أو كُوَيْكِبِيّ صُغْرِيّ أو قمر شمسي أو غير شمسي أو كويكب مُزِّقَ أو دُمِّرَ بفعل جرم قريب أو جرم عابر مثل نجم. يدرس علم الكواكب الميتة هذه العملية. مع ذلك، قد تكون نتيجة هذا الاضطراب هو إنتاج كميات زائدة من الغاز والغبار والحطام، التي قد تحيط بالنجم الأصلي لتشكل قرص حطام أو قرص نجمي دوار. نتيجةً لذلك، قد يشكل الحطام المداري «حلقة غبارية غير منتظمة»، ما قد يسبب تقلبات ضوئية غير منتظمة في اللمعان الظاهري للنجم، التي قد تكون مسؤولةً عن المنحنيات الضوئية المتقلبة الغريبة الخاصة بضوء النجم المرصود من نجم متغير معين، مثل ضوء نجم تابي (KIC 8462852) وRZ الحوت [الإنجليزية] وWD 1145+017 [الإنجليزية]. يمكن رصد كميات زائدة من الأشعة تحت الحمراء من مثل هذه النجوم، الذي قد تُعتبر دليلًا في حد ذاته على أن الغبار والحطام يدور حول هذه النجوم.

## أمثلة

### الكواكب
تشمل الكواكب، أو البقايا المرتبطة بها، التي تُعتبر كوكبًا مُمزَّقاً: أومواموا وWD 1145+017 b، بالإضافة إلى الكويكبات، والمشتريات الحارة والكواكب الافتراضية، مثل الكوكب الخامس وفايتون والكوكب V وثيا.

### النجوم
تشمل النجوم الأم، التي يُعتقد أنها تسببت في اضطراب الكواكب: EPIC 204278916 [الإنجليزية] ونجم تابي (KIC 8462852) وPDS 110 [الإنجليزية] وRZ الحوت [الإنجليزية] وWD 1145+017 [الإنجليزية] و47 الدب الأكبر.

## المنحنى الضوئي لنجم تابي
نجم تابي (KIC 8462852) هو نجم نسق أساسي من النوع Fتمتع بتقلبات ضوئية غير عادية، بما في ذلك انخفاض في السطوع بنسبة تصل إلى 22%. اقتُرحت العديد من الفرضيات لشرح هذه التغييرات غير المنتظمة، ولكن لا يوجد حتى الآن شرح كامل لجميع جوانب المنحنى. أحد التفسيرات هو أن هناك «حلقة غبارية غير منتظمة» تدور حول نجم تابي. مع ذلك، في سبتمبر 2019، أفاد علماء الفلك أن انخفاض السطوع المرصود لنجم تابي ربما نتج عن شظايا قمر منفي غير شمسي.